# Daniel Montenegro
Daniel Montenegro est un footballeur italo-argentin. Il est né le 28 mars 1979 à Buenos Aires.
Après avoir joué pour l'Olympique de Marseille lors de la saison 1999-2000, il a fréquemment changé de club par la suite.

## Carrière

### En club
- 1997-1998 : CA Huracán ( Argentine)
- 1999 : Independiente ( Argentine)
- 1999-2000 : Olympique de Marseille ( France)
- 2000-2001 : Real Saragosse ( Espagne)
- 2001-2002 : Osasuna Pampelune ( Espagne)
- 2002 : CA Huracán ( Argentine)
- 2002-2003 : Independiente ( Argentine)
- 2003-2004 : CA River Plate ( Argentine)
- 2004-2005 : Saturn Ramenskoïe ( Russie)
- 2005-2006 : CA River Plate ( Argentine)
- 2006-2009 : Independiente  ( Argentine)
- 2009- : Club América ( Mexique)

### En équipe nationale
- 1999 : A joué la Coupe du monde des moins de 20 ans 1999 (élimination en 16e de finale par le Mexique moins de 20 ans 1-4)
- 2007-... : Débuts en équipe d'Argentine contre le Chili (0-0) le 18 avril. Il a de nouveau été appelé pour disputer les éliminatoires pour la Coupe du monde 2010.

## Palmarès
- 2001 : Victoire en Coupe du Roi (Real Saragosse).
- 2002 : Vainqueur du championnat d'Argentine d'Apertura (CA Independiente).
- 2004 : Vainqueur du championnat d'Argentine de Clausura (CA River Plate)